# Fantasy-Jahr 1990
Übersicht

◄◄ | ◄ | 1986 | 1987 | 1988 | 1989 | Fantasy-Jahr 1990 | 1991 | 1992 | 1993 | 1994 | ► | ►►

Weitere Ereignisse

## Ereignisse
- Ist das Leben nicht schön? – Aufnahme in das National Film Registry
- 4. Fantasy Filmfest 14. – 18. März in Hamburg, 14. – 23. September in München, 14. – 18. November in Berlin sowie in Köln (Datum unbekannt)